# Changan Eado DT
Changan Eado DT (кит. 逸动DT) — субкомпактный автомобиль, выпускающийся с 2014 года китайской компанией Changan.

## Alsvin V7
Автомобиль Changan Alsvin V7 (кит. 悦翔V7) является предшественником Changan Alsvin, в отличие от которого, он базируется на новой платформе. За всю историю производства автомобиль оснащался четырёхцилиндровым двигателем внутреннего сгорания объёмом 1,6 л. Цена составляла от 60900 до 86900 юаней. Модель дебютировала в августе 2014 года на автосалоне в Чэнду.

### Галерея

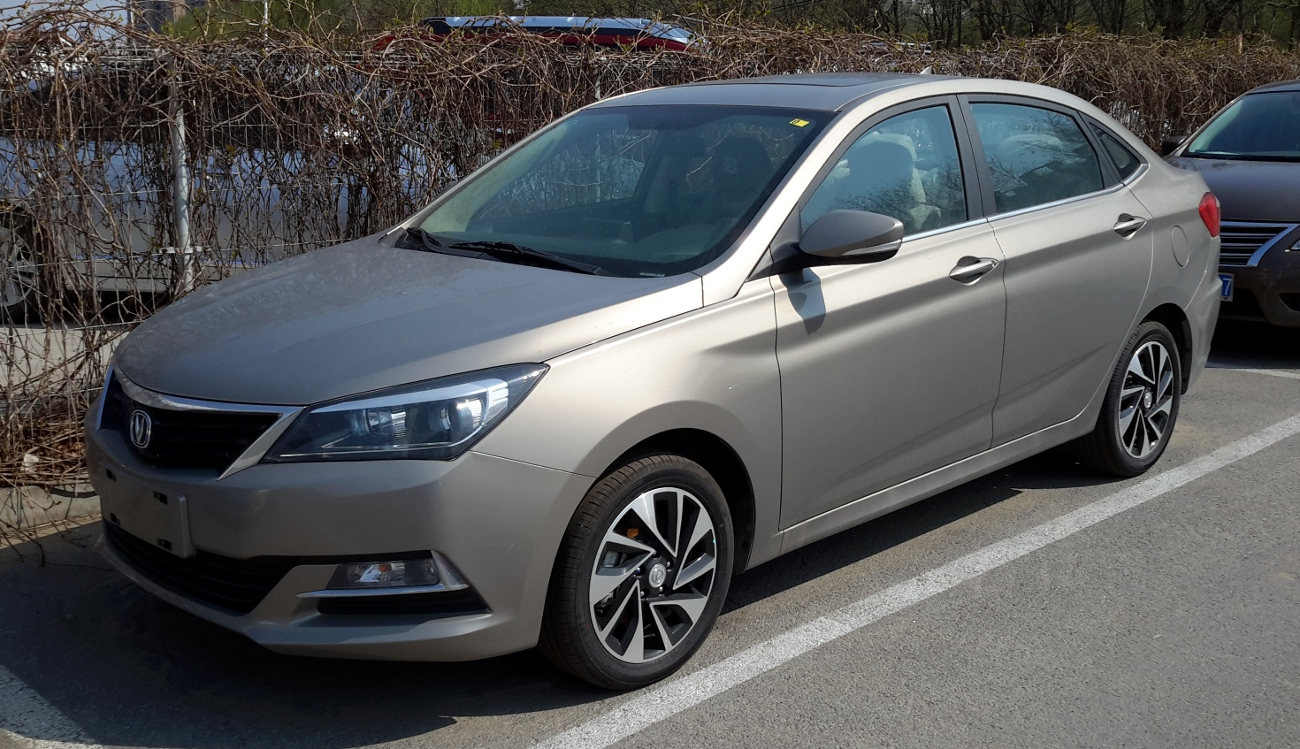
Changan Alsvin V7
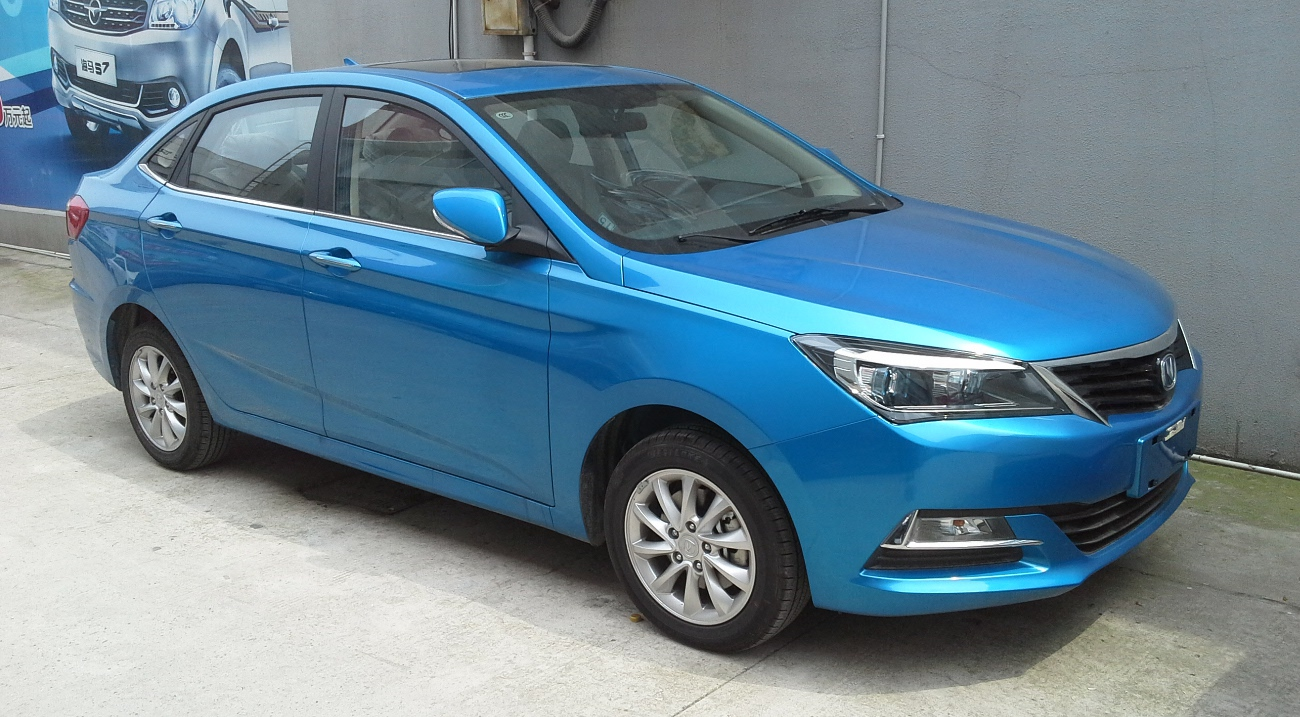
Вид спереди
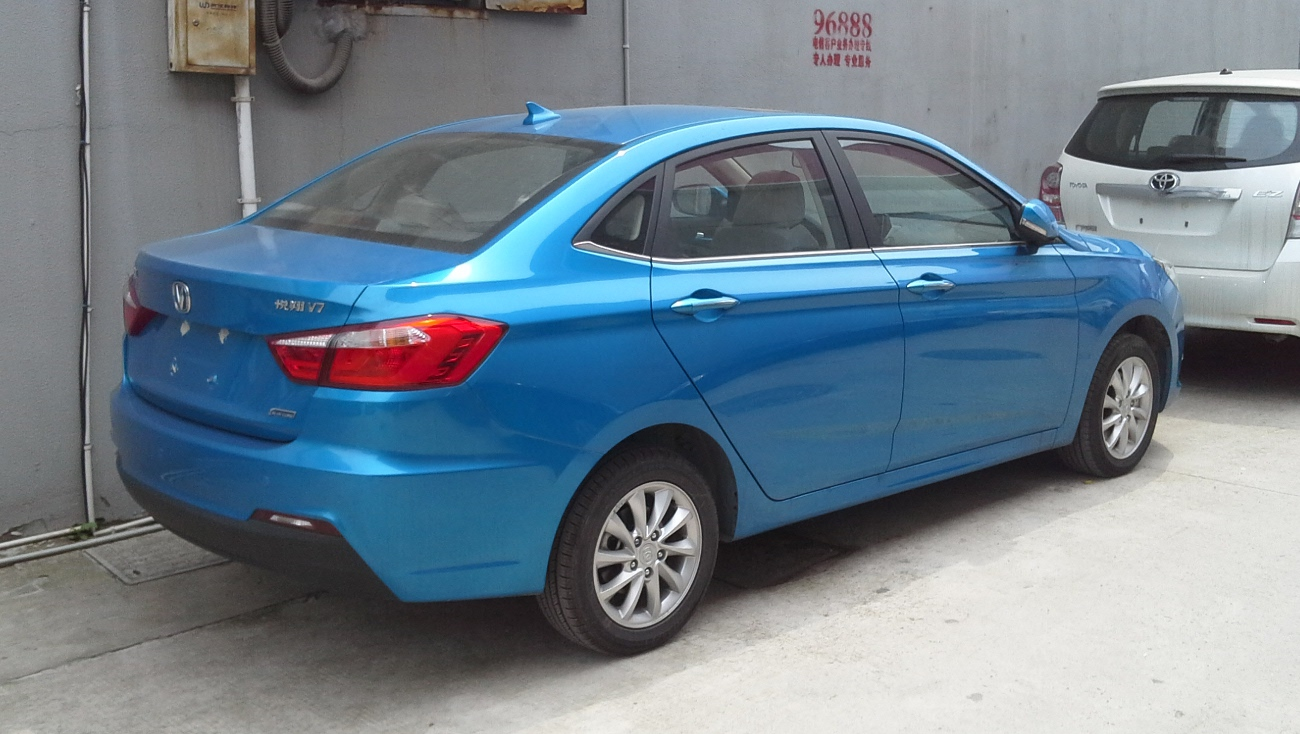
Вид сзади

## Changan Eado DT
Модель Changan Eado DT дебютировала в Пекине в апреле 2018 года. Она выпускается на базе агрегатов Changan Eado и является модернизацией Alsvin V7. Конкурентами модели являются Peugeot 408 и Lada Vesta. В Россию официально не поставляется, однако планируется, что на российском рынке автомобиль Changan Eado DT заменит Hyundai Solaris.

### Галерея

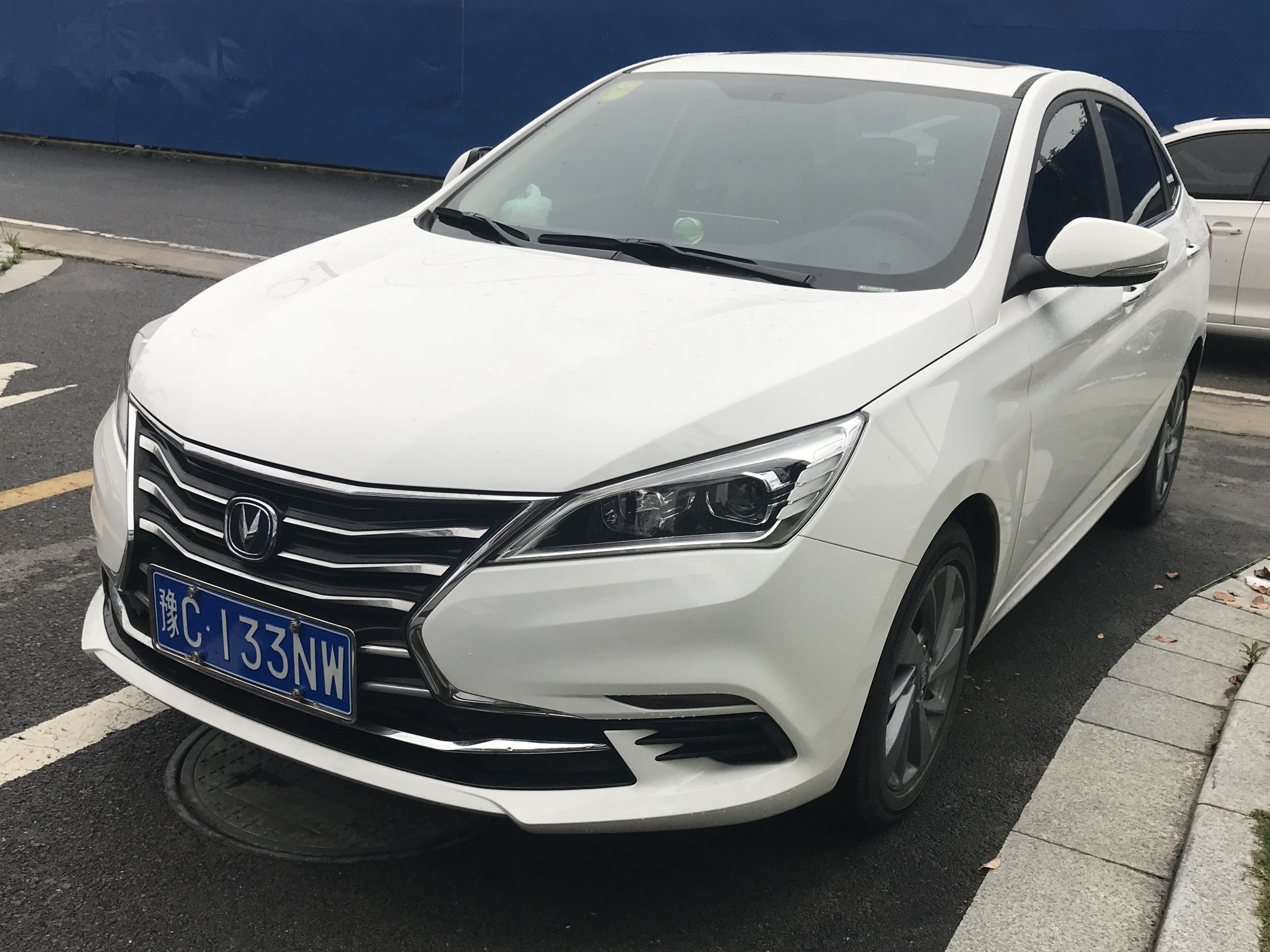
Changan Eado DT
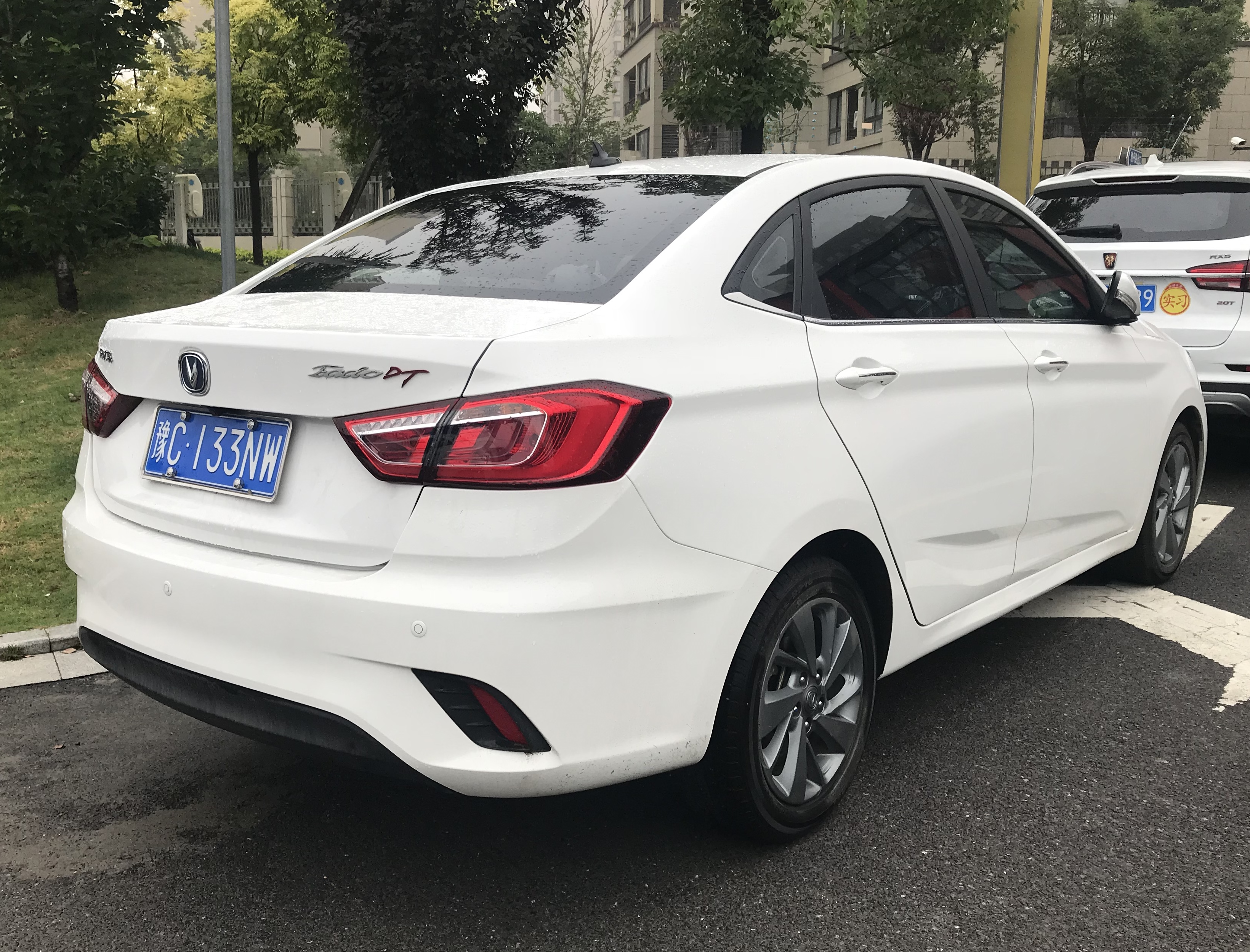
Вид сзади